# 曲面 (数学)

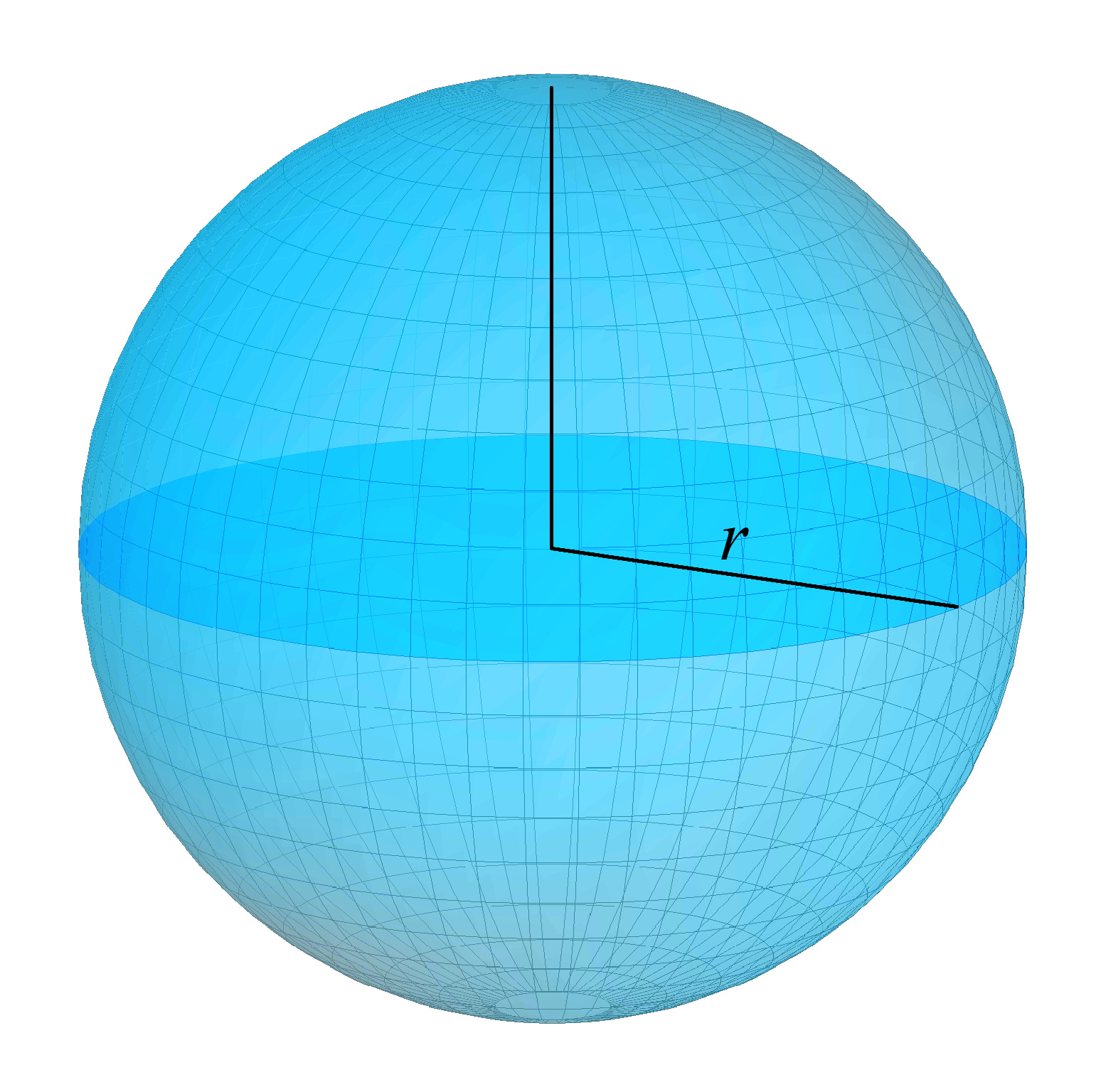
球面は半径 r の中身の詰まった球体の境界（表面）を成す曲面である。

数学における曲面（きょくめん、英: surface）は、平面の概念を平坦ではない（つまり曲率が必ずしも零でない）ものへ一般化するものである。これは直線に対する曲線の二次元的な対応物である。精確な定義は、それぞれの文脈および研究に用いる数学的な道具によって異なる複数のものが存在する。
数学的概念としての曲面は、日常語としての、あるいは科学やコンピュータグラフィックが扱うような、曲面（または表面形状）の概念を理想化したものと理解することができるものである。本項では様々な種類の曲面を考慮したり比較したりすることがあるので、その場合にはそれらを区別できる曖昧さのない用語法を用いる必要がある。たとえば、「位相曲面」は二次元の（位相）多様体としての曲面の意味であり（曲面の項で扱う）、「（可）微分曲面」は可微分多様体となっている場合に用いる（曲面の微分幾何の項を参照）。任意の微分曲面は位相曲面であるが、逆は言えない。
簡単のため、特に断りが無ければ「曲面」は三次元ユークリッド空間（特に、R3内の曲面の意味で用いることにする。他の空間に含まれることを仮定しない曲面は抽象曲面 (abstract surface) と呼ぶ。

## 導入
しばしば曲面は、その上の任意の点の座標の満足する方程式によって定義される。二変数の連続函数のグラフはそのような例になっている。あるいは、三変数の函数の零点全体の成す集合もまた曲面を成し、陰伏曲面と呼ばれる。このとき、三変数の定義函数が多項式ならば、得られる曲面は代数曲面と呼ばれる。例えば、単位球面は陰伏方程式 {\displaystyle x^{2}+y^{2}+z^{2}-1=0} によって定義することができる代数曲面である。
曲面はまた、3 以上の次元を持つ適当な空間に値をとる二変数の連続函数（曲線に退化しないことを保証する適当な条件がさらに課される）の像としても定義されうる。この場合、それら二つの変数を媒介変数として媒介付けられた曲面であるという。例えば、単位球面は「経度」u と「緯度」v によって {\displaystyle {\begin{cases}x=\cos(u)\cos(v)\\y=\sin(u)\cos(v)\\z=\sin(v)\end{cases}}} と媒介変数表示できる。
曲面の媒介方程式は、しばしばいくつかの点で「正常でない」(irregular) ことが起きる。例えば、先ほどの単位球面の媒介表示では、二点を除く全ての点において（2π の整数倍の違いを除いて）ただ一つの対 (u, v) の像である。しかし残りの二点（「北極」と「南極」）については、cos v = 0 であって、経度 u は任意の値をとることができる。また、曲面によっては、単一の媒介付けその曲面全体を辿ることができるようなものが存在しないということも起こり得る。したがって、しばしば複数の媒介方程式を使って、それらの像が曲面全体を覆えるようにする。これは多様体の概念によって曲面を定式化するものである。多様体を扱う文脈は典型的には位相幾何学や微分幾何学であるが、その場合の曲面とは二次元の多様体のことである。言い換えれば、曲面とは各点がユークリッド平面（の適当な開集合）に同相な近傍を持つ位相空間のことを言う。このような定式化ものとで、高次元空間内の曲面や（どのような空間に含まれるかさえ問題としない）抽象曲面なども定義することができるようになる。しかしこれらは「滑らか」な曲面しか扱わないので、円錐曲面の頂点や自己交叉を持つ曲面の交叉点など、特異点のある曲面は除外されてしまう。
古典幾何学での曲面は、何らかの点や線の成す軌跡として一般に定義される。例えば、球面は「中心」と呼ばれる定点から与えられた距離にある点の軌跡である。また例えば、円錐曲面は定点を通り一つの曲線と交わる直線の軌跡になっている。あるいは回転曲面は曲線を一つの直線を軸に回転させた軌跡である。線織面も適当な制限を課して直線を動かした軌跡になっている。

## 例
- R2 の連結開部分集合上で定義された、二変数連続函数のグラフは位相曲面になる。函数が可微分ならば、微分曲面である。
- 平面は代数曲面でも微分曲面でもある。また、線織面（英語版）であり、回転曲面である。
- 円柱（与えられた軸に平行で一つの円周と交わる直線の軌跡）は代数曲面であり、微分曲面である。
- 円錐（英語版）（定点を通り一つの円と交わる直線の軌跡、ただし定点は円周上にないものとする。定点はこの円錐の頂点 (apex) と呼ばれる）は代数曲面だが微分曲面でない。頂点を取り除けば、円錐の残りの部分は二つの微分曲面の合併である。
- 多面体の境界面（表面）は位相曲面だが、微分曲面にも代数曲面にもならない。
- 双曲抛物面（英語版）（函数 z = xy のグラフ）は微分曲面であり代数曲面である。これが線織面にもなっていることは、これが建築物にしばしば用いられる所以である。
- 二葉双曲面（英語版）は代数曲面であり、交わりを持たない二つの微分曲面の合併である。

## 曲面の媒介表示
媒介付けられた曲面（短く、媒介曲面）は、ユークリッド平面（典型的には R2）の開部分集合の位相空間（よくあるのは、次元が 3 以上のユークリッド空間）への連続函数による像を言う。この函数は連続的微分可能と仮定するのが通例であり、本項でも常にそのように仮定する。
より具体的に、R3 内の媒介曲線は、媒介変数と呼ばれる二つの変数 u, v に関する函数の三つ組 {\displaystyle {\begin{cases}x=f_{1}(u,v)\\y=f_{2}(u,v)\\z=f_{3}(u,v)\end{cases}}} として与えられる。ただし、そのような函数の像が曲線になることが起こり得る（例えば、三つの函数すべてが v に関して定数のときはそうである）から、更なる条件を課す必要があり、それは一般にヤコビ行列 {\displaystyle {\begin{pmatrix}{\frac {\partial f_{1}}{\partial u}}&{\frac {\partial f_{1}}{\partial v}}\\{\frac {\partial f_{2}}{\partial u}}&{\frac {\partial f_{2}}{\partial v}}\\{\frac {\partial f_{3}}{\partial u}}&{\frac {\partial f_{3}}{\partial v}}\end{pmatrix}}} が媒介変数のほとんど全ての値に対して階数 2 であるという形に述べることができる。ここで「ほとんど全て」というのは、階数 2 となる値の集合が媒介表示の変域の稠密開部分集合を含むという意味で言う。高次元空間内の曲面の場合も、ヤコビ行列の列の数が違うだけで、同じ形に条件を述べることができる。

### 接平面と法ベクトル
上記のヤコビ行列が階数 2 であるような点 p は正則 (regular) あるいは正常であると言う。より正確には、媒介付けが p において正則である。
正則点 p における接平面は p を通り、そのヤコビ行列の二つの行ベクトルに平行な方向を持つ唯一の平面である。接平面は定義において計量の選び方に依らないから、その意味でアフィン性質である。すなわち、任意のアフィン変換は曲面上の一点における接平面を、その点の写る先の点における接平面に写す。
曲面上の点における法線は、その点を通りその点における接平面に直交する唯一の直線を言う。法線に平行なベクトルは法ベクトルと呼ばれる。
点の近傍におけるほかの曲面の微分不変量については曲面の微分幾何の項を参照。

### 非正則点と特異点
媒介曲線上の正則でない点は非正則 (irregular) であると言う。非正則点にはいくつか種類がある。
媒介変数を取り換えるとき、非正則点が正則点に変わることが起こり得る。例えば、単位球面をオイラー角で媒介表示したときの極点は非正則だが、これを正則にするには座標軸の役割を入れ替えて極点でないようにすれば十分である。
その一方で、円錐の方程式 {\displaystyle {\begin{cases}x=t\cos(u)\\y=t\sin(u)\\z=t\end{cases}}} を考えるとき、この円錐の頂点すなわち原点 (0, 0, 0) (t = 0) は非正則点であって、かつ媒介変数をどのように選んでも非正則であることは変わらない。そうでなければ接平面が一意に存在しなければならないことに注意する。このように接平面の定義されない非正則点は特異 (singular) であると言う。
別な種類の特異点も存在する。自己交叉点 (self-crossing points) は曲面が自分自身と交叉する点を言う（これは媒介変数の少なくともふたつ別々の値が同じ点を表しているという状況になっている）。

### 二変数函数のグラフ
二変数の函数 z = f(x, y) が与えられたとき、これを {\displaystyle {\begin{cases}x=t\\y=u\\z=f(t,u)\end{cases}}} で媒介付けられた媒介曲面とみることができる。この曲面上の任意の点が正則であることは、最初の二列のヤコビ行列が階数 2 の単位行列となることからわかる。

### 有理曲面
有理曲面は二変数の有理函数で媒介付けることのできる曲面を言う。つまり、fi(t, u) が i = 0, 1, 2, 3 のすべてに対して二元多項式であるときの媒介曲面 {\displaystyle {\begin{cases}x={\frac {f_{1}(t,u)}{f_{0}(t,u)}}\\y={\frac {f_{2}(t,u)}{f_{0}(t,u)}}\\z={\frac {f_{3}(t,u)}{f_{0}(t,u)}}\end{cases}}} が有理曲面である。
有理曲面は代数曲面だが、ほとんどの代数曲面は有理曲面でない。

## 陰伏曲面
三次元のユークリッド空間（より一般にはアフィン空間）内の陰伏曲面は、三変数可微分函数の零点集合 {\displaystyle f(x,y,z)=0} を言う。
陰伏的 (implicit) というのは、この方程式から一つの変数が「暗に」ほかの二つの変数の函数を定めているという意味で用いられている。より完全な意味は陰函数定理「f(x0, y0, z0) = 0 かつ f の z に関する偏微分が (x0, y0, z0) において零でないならば、可微分函数 φ(x, y) が存在して、(x0, y0, z0) の近傍で {\displaystyle f(x,y,\varphi (x,y))=0} となるようにできる」として述べることができる。言葉を換えれば、この陰伏曲面は z の偏微分が非零となるような点の近傍における函数のグラフとして与えられる。したがって、陰伏曲面は（三つの偏微分が全て零となる点を除けば）局所的には媒介変数表示として捉えられる。

### 正常点と接平面
曲面上の点は、f の少なくとも一つの偏微分が非零となるとき正則 (regular; 正常) であるという。正則点 (x0, y0, z0) において、接平面および法方向は矛盾なく定義され、上記の定義式から陰函数定理により導出される。法方向は勾配すなわち{\displaystyle {\Bigl (}{\frac {\partial f}{\partial x}}(x_{0},y_{0},z_{0}),{\frac {\partial f}{\partial y}}(x_{0},y_{0},z_{0}),{\frac {\partial f}{\partial z}}(x_{0},y_{0},z_{0}){\Bigr )}} なるベクトルで与えられ、接平面は陰伏方程式 {\displaystyle {\frac {\partial f}{\partial x}}(x_{0},y_{0},z_{0})(x-x_{0})+{\frac {\partial f}{\partial y}}(x_{0},y_{0},z_{0})(y-y_{0})+{\frac {\partial f}{\partial z}}(x_{0},y_{0},z_{0})(z-z_{0})=0} によって定義される。

### 曲面の特異点
（R3 内の）陰伏曲面の特異点とは、陰伏方程式を満足する点であって、その点において定義多項式の三つ全ての偏微分 0 となるようなものを言う。したがって、曲面の特異点の全体は 4 本の三変数多項式方程式からなる方程式系の解集合となる。ほとんどの場合にそのような方程式系には解がないことから、多くの曲面が特異点を全く含まないことがわかる。特異点を持たない曲面は正則 (regular) または非特異 (non-singular) であると言う。
特異点付近の曲面の研究および特異点の分類は特異点論と言う。特異点が孤立するとは、その近傍に他の特異点を含まないときに言う。さもなくば特異点の集合は曲線を成す（自己交叉曲面の場合には特にそうである）。

## 代数曲面
もともとは、代数曲面とは三変数の実係数多項式 f に対する陰伏方程式 {\displaystyle f(x,y,z)=0}
によって定義された曲面という意味であった。
この概念を拡張するのにはいくつかの方向性が有る。例えば、任意の体上で定義された曲面を考えたり、任意次元の空間あるいは射影空間内の曲面を考えたりすることができるし、ほかの空間に陽に埋め込まれていない抽象代数曲面も考えることができる。

### 任意の体上の曲面
代数曲面の定義に際しては任意の体に係数をとる多項式を用いることができるが、例えば有理係数の多項式は実あるいは複素数を係数とすると見なすこともできるから、「与えられた多項式の係数体」は一概には決まらない。そこで、この場合の曲面上の「点」の概念は以下に言うような一般化された意味でいうことにする:
万有体と有理点与えられた多項式 f(x, y, z) の係数をすべて含む最小の体を k とし、k の超越次数無限大の代数閉拡大体を K と書くとき、この代数曲面上の「点」とは f(x, y, z) = 0 を満たす K3 の元を言う。多項式が実係数のときは、そのような体 K は複素数体であり、またこの曲面上の点で R3 に属するもの（通常の点）は実点 (real point) と呼ぶ。k3 に属する点は k 上の有理点 (rational over k) あるいは短く k-有理点と呼ぶ（k が有理数体 Q のときは単に有理点と呼ぶ）。

### 射影曲面
三次元射影空間内の射影曲面は、ひとつの三変数斉次多項式の零点を斉次座標に持つような点全体の成す集合である。より一般に、射影曲面とは射影空間の部分集合であって、二次元の射影多様体となっているようなものを言う。
射影曲面はアフィン曲面（つまり通常の代数曲面）と強く関係する。射影曲面から対応するアフィン曲面を得るには、座標（あるいは不定元）の一つを 1 と置けばよい（最後の変数を 1 にすることが多い）。逆に、アフィン曲面から付随する射影曲面（もとの曲面の射影完備化と呼ばれる）を得るには、定義多項式を斉次化すればよい（高次元空間内の曲面の場合は、定義イデアルを斉次化する）。

### 高次元空間内の曲面
高次元空間内の代数曲面という概念を定義するには、代数多様体およびその次元に対する一般の定義が不可欠である。事実として、代数曲面とは「二次元の代数多様体」のことにほかならないのである。
より詳しく書けば、n-次元空間内の代数曲面とは少なくとも n − 2 本の多項式の共通零点全体の成す集合である。しかし、これら多項式は直ちに検証できるとは限らない更なる条件を満足しなければならない。まず、これら多項式がより高次元の多様体や代数的集合を定めないようにしなければならない（これは典型的には、これら多項式の一つが残りの多項式から生成されるイデアルに含まれる場合に起こる）。一般に、n – 2 本の多項式は次元が 2 以上の代数的集合を定義する。次元が 2 となる場合でも、その代数的集合は複数の既約成分を持ち得る。成分がただ一つとなるとき n – 2 本の多項式はそれらの完全交叉として曲面を定めるのである。複数の成分に分かれるときには、特定の成分を選ぶための更なる多項式が必要になる。
多くの文献では、二次元の代数多様体のみを代数曲面として扱うが、文献によっては全ての既約成分が二次元となる代数的集合という意味で代数曲面と呼ぶものもあるので注意する。
三次元空間内の曲面の場合には、任意の曲面が完全交叉であり、曲面は単一の既約多項式から定義される（曲面として既約でない二次元代数的集合も許す場合は既約でなくともよい）。

## 位相曲面
位相幾何学における曲面は二次元の位相多様体として一般に定義される。すなわち、位相曲面とは、各点がユークリッド平面の開部分集合に同相な近傍を持つような位相空間を言う。
任意の位相曲面は、任意のファセットが三角形となるような多面体曲面に同相である。それら三角形（より高次元も考える場合には、一般には単体）の排列に関する組合せ論的研究は代数的位相幾何学の出発点となる。そうして、曲面の性質は純粋に代数的な不変量（たとえば、種数やホモロジー群など）によって特徴付けることが可能となる。
曲面の同相類は完全に分類されている（曲面 (位相幾何学)を参照）。

## 注